# Parachartergus pacificus
Parachartergus pacificus är en getingart som beskrevs av Cooper 2000. Parachartergus pacificus ingår i släktet Parachartergus och familjen getingar. Inga underarter finns listade i Catalogue of Life.